# Garry n.º 245
Garry n.º 245 es un municipio rural canadiense situado en la provincia de Saskatchewan.

## Superficie
Garry n.º 245 tiene una superficie de 790,2 km².

## Demografía
En 2021, tenía 370 habitantes, una densidad poblacional de 0,5 hab./km², y 175 viviendas.